# راسيل ويد
راسيل ويد (بالإنجليزية: Russell Wade)‏ هو ممثل أمريكي، ولد في 1917 في أوكلاهوما سيتي في الولايات المتحدة، وتوفي في 2006 في ريفرسايد في الولايات المتحدة.

## وصلات خارجية
- راسيل ويد على موقع IMDb (الإنجليزية)
- راسيل ويد على موقع قاعدة بيانات الفيلم (الإنجليزية)